# پودیوین
پودیوین (به چکی: Podivín) یک منطقهٔ مسکونی در جمهوری چک است که در ناحیه برتسلاو واقع شده‌است. پودیوین ۲٬۹۰۷ نفر جمعیت دارد.